# Henry Petersen
Henry Petersen (Horsens, 1º ottobre 1900 – Copenaghen, 24 settembre 1949) è stato un astista danese.

## Biografia
Nel 1920 prese parte ai Giochi olimpici di Anversa, conquistando la medaglia d'argento con la misura di 3,70 m, alle spalle dello statunitense Frank Foss. Nel 1924 ritentò l'avventura olimpica ai Giochi di Parigi, fermandosi alla base del podio, in quarta posizione.
Petersen fu sei volte campione nazionale danese del salto con l'asta e migliorò il record nazionale per ben otto volte, portandolo da 3,69 m a 4,03 m nel 1925. Conquistò anche tre titoli nazionali nella staffetta 4×100 metri e cinque in gare di ginnastica a squadre tra il 1921 e il 1927.
Si ritirò dalla carriera sportiva prima dei Giochi olimpici del 1928 a causa della tubercolosi.

## Record nazionali
- Salto con l'asta: 4,03 m (1925)

## Palmarès
| Anno | Manifestazione  | Sede    | Evento           | Risultato | Prestazione | Note |
| ---- | --------------- | ------- | ---------------- | --------- | ----------- | ---- |
| 1920 | Giochi olimpici | Anversa | Salto con l'asta | Argento   | 3,70 m      |      |
| 1924 | Giochi olimpici | Parigi  | Salto con l'asta | 4º        | 3,90 m      |      |

## Campionati nazionali
- 6 volte campione danese del salto con l'asta (1920, 1921, 1923, 1925, 1926, 1927)
- 3 volte campione danese della staffetta 4×100 metri (1919, 1920, 1922)